# Johann Radon
Johann Karl August Radon (Děčín, 16 de diciembre de 1887 — Viena, 25 de mayo de 1956) fue un matemático austríaco. Elaboró su tesis doctoral (Titulada: Über das Minimum des Integrals {\displaystyle \int _{S_{0}}^{S_{1}}F(x,y,\theta ,\kappa )ds} - Sobre el mínimo de la integral {\displaystyle \int _{S_{0}}^{S_{1}}F(x,y,\theta ,\kappa )ds}) de la mano del matemático Gustav Ritter von Escherich, en cálculo de variaciones (1910), en la universidad de Viena.

## Vida

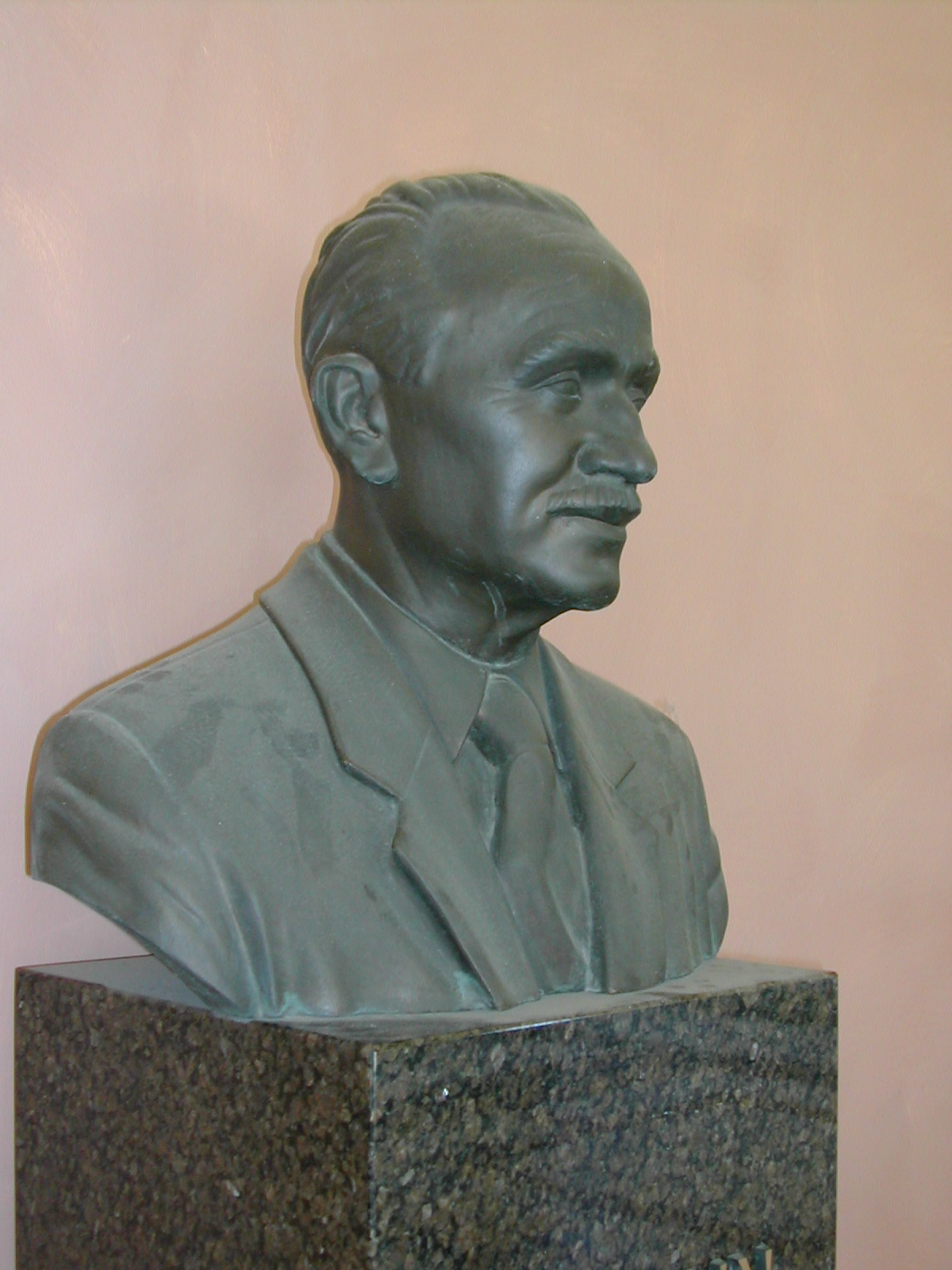
Busto de Johann Radon en Arkadenhof en la Universidad de Viena.

Radon nació en Tetschen, Bohemia, Imperio austrohúngaro, ahora conocida como Děčín, República Checa. Recibió su doctorado en la universidad de Viena. En el semestre de invierno 1910/11 obtuvo una bolsa de estudios para la universidad de Gotinga, allí fue estudiante de David Hilbert. Luego estuvo en la Universidad Técnica Alemana en Brno (en 'alemán: Deutsche Technische Hochschule Brünn'). En 1913/14, pasó su habilitación en la Universidad de Viena. Debido a su miopía, estaba exento del proyecto en tiempo de guerra.
En 1919 fue llamado a convertirse en profesor de la recién fundada Universidad de Hamburgo. En 1922 fue profesor en la Universidad de Greifswald en 1925 y en la Universidad de Erlangen-Núremberg. Por último, en la Universidad de Breslavia fue ordinarius allí (1928-1945) debido a la llegada del Ejército Rojo, donde estuvo con la familia en enero de 1945, trabajó en la Universidad de Innsbruck, fue nombrado en octubre de 1946, profesor del Instituto de Matemáticas de la Universidad de Viena, donde fue rector de 1954/55.
En 1939, Radon se convirtió en corresponsal de la Academia de Ciencias de Austria, y luego en un miembro en 1947. De 1952 a 1956, fue secretario de la clase de Matemáticas y la Academia de Ciencias. De 1948 a 1950, fue presidente de la Sociedad Matemática de Austria.
En 1916, Johann Radon se casó con Maria Rigele, maestra de la escuela secundaria. Tuvieron tres hijos. Brigitte su hija, quien nació en 1924, obtuvo un doctorado en matemáticas en la Universidad de Innsbruck; en 1950, se casó con el matemático austríaco Erich Bukovics (1950) y a partir de ahora vive en Viena.
En 2003, la Academia de Ciencias de Austria fundó un Instituto de Computación y Matemática Aplicada y la llamó después de Johann Radon.

## Logros
Radon es conocido por numerosas contribuciones, entre las cuales, destacamos:
- Su parte en el teorema de Radon-Nikodym.
- El concepto medida de Radon de medida como funcional lineal.
- La transformada de Radón (1917), en la geometría integral, basada en la integración sobre hiperplanos - con aplicación a la tomografía por escáneres (ver reconstrucción tomográfica).
- Teorema de Radon, que d + 2 puntos en d dimensiones siempre puede ser dividido en dos subconjuntos con la intersección de cierres convexos.
- Los números de Radon-Hurwitz.
- Es posiblemente el primero para hacer uso de la llamada propiedad de Radon-Riesz.